# ソナタ形式
ソナタ形式（ソナタけいしき、英: sonata form、独: Sonatenform）とは、楽曲の形式の一つ
で、構成は基本的に、序奏・提示部・展開部・再現部・結尾部からなり、二つの主題が提示部・再現部に現れる。古典派の時代に大きく発展した。
この形式が、古典派ソナタ（交響曲、独奏協奏曲、弦楽四重奏曲、ピアノソナタなど）の第1楽章（および終楽章）に多く用いられたことから、「ソナタ形式」と呼ばれている。
ソナタ形式は、基本的に次のような形式をしている。
| 序奏 | 提示部   | 提示部         | 展開部 | 再現部   | 再現部       | 終奏(coda)   |
| ---- | -------- | -------------- | ------ | -------- | ------------ | ------------ |
| 序奏 | 第一主題 | 第二主題       | 展開部 | 第一主題 | 第二主題     | 終奏(coda)   |
| 主調 | 主調     | 属調、平行調等 |        | 主調     | 主調、同主調 | 主調、同主調 |

ソナタ形式は大まかに提示部（A）- 展開部（B）- 再現部（A’）とも考えられるため、三部形式の一種でもある。

## 歴史
・ソナタ形式の発生は複雑で、さまざまな形式原理が関わっているが、大きな影響を与えたものの一つはバロック期の舞曲によく用いられた二部形式だった。これは、第一部が主調で始まって属調などの新しい調で終止し、その終止を引き継ぐ第二部がやがて主調に戻って終わるものだった。のちに主調への復帰を準備する第二部前半の割合が大きくなり、（関係調での）終止で区切られることが増えた。また、主調への復帰とともに冒頭の楽想が再現される例が現れている。
オペラの序曲が肥大化した18世紀、古典派様式の発展に依存するかたちで、序曲としての機能をはたしていない管弦楽曲としてソナタ形式は発展し、第一部における主調部分と属調部分の分節や、「展開部」の成立といった変化が平行して起こり、多様な形を見せた。
・1765年ごろにはフランツ・ヨーゼフ・ハイドンなどの作品に現れる「完全な」ソナタ形式が広まりはじめ、やがて規模の大きい器楽作品において支配的な存在となる。ルートヴィヒ・ヴァン・ベートーヴェンはソナタ形式の構築において、三度の調性関係をしばしば使い、また展開部における緊張感や高揚を高めて、それを受け止めるためにコーダを拡大するといった変化をもたらし、後世に影響を与えた。なお19世紀初頭までは基本的に、ソナタ形式は調性の対比を中心に構成された、二部分からなる形式としてとらえられていた。
ロマン派音楽において作曲家たちはソナタ形式のモデルをベートーヴェンに負い、また、印象的な主題素材を聴かせるための媒体としての扱いをみせている。調性が拡大されるとともに、歌謡的で自立した第二主題の重要性が増し、また提示部の繰り返しは省略される場合が増えた。再現部の構造的な重要性は減じる傾向にあり、クライマックスはしばしばコーダに設定された。フランツ・リストのピアノソナタや交響詩群のような、ソナタ形式の大規模な展開も現れている。
このような創作と平行し、19世紀半ばにはソナタ形式を定式化しようとする試みがおこなわれた。一つの楽章の構成について歴史上はじめて「ソナタ形式」という言葉を用いた（1824年）アドルフ・ベルンハルト・マルクスは、1845年に『作曲学教程』("Die Lehre von der musikalischen Komposition")第3巻を出版し、二つの主題を中心に、三部分構成とする、ソナタ形式についての後年の一般的な説明に大きな影響を与えた。だが、マルクスの説明や図式化は、実例に対応しない場合が多いと発表当時から批判がある。古典的なソナタ形式のさまざまな類型について細かな研究がおこなわれるようになったのは20世紀後半以降である。
20世紀に入っても、かなりの数の作曲家がソナタ形式を用いている。ただしその用法は作曲家によりさまざまで、拡張を加えながらも調性にもとづくものをはじめとして、イーゴリ・ストラヴィンスキーやバルトーク・ベーラのように古典的なソナタ形式における調性の対比構造を再解釈する例もあり、新ウィーン楽派に代表される、構成と楽想の展開のみによって形作られる無調のソナタ形式も存在する。

## 構成

### 序奏
特に大規模なソナタ形式の作品ではしばしば序奏を伴う。この序奏は、主部の動機、主題等を用いたものや、あるいは主部とはまったく関係なく、気分的な準備を行うものまでさまざまである。主部の動機を十全に用いたものではたとえばブラームスの交響曲第1番の第1楽章の序奏などがある。気分的な序奏の例としては、ベートーヴェンの交響曲第7番の第1楽章のものがあげられる。また、序奏は主部と同じテンポか、それよりも遅いテンポをとる場合が多い。

### 提示部
提示部（ていじぶ、英・独: Exposition）では、二つの主題が提示される。一つ目の主題を第一主題といい、これは主調で書かれる。二つ目の主題を第二主題といい、第一主題が長調の場合は属調、短調の時には平行調で書かれているのが一般的である。
特に規模の大きなソナタでは第一主題から第二主題に向かう間に、第二主題への転調等を行う移行部（推移部）が存在することも多い（特にモーツァルトはこの移行部にも新たな素材を導入し、一見主題が三つあるかのような提示部を書いていることも多い。また、ベートーヴェンのソナタでも多く見られ、この主題を推移主題とよばれる）。この移行部によって第二主題の準備がなされる。
さらに、第二主題の後に終結部(codetta)が置かれることも多い。ここでまた新たに終結主題が提示されることが多い。そして属調のまま提示部の終結に向かう。
第二主題は第一主題に対して調を変えるのみならず、その主題としての性格を対照させていることが多い。第一主題が快活ないし激しい性格が多く、第二主題は穏やかな曲調のものが多い。また、第一主題と第二主題の間に動機的関連を持たせるものも多い（ハイドンに至っては、単一の主題を移調・変化させて用いた例もみられる）。
第一主題と第二主題は「主要主題（独: Hauptsatz）」と「副主題（独: Seitensatz）」とも呼び、第二主題は19世紀には「歌謡主題（独: Gesangsthema）」とも呼ばれていた。ブルックナーは、大規模な楽章の第二主題群のことを生涯一貫して「歌唱楽想群 （独: Gesangsgruppe）」や「歌唱楽段 （独: Gesangsperiode）」と呼んでいた。これは単に呼び方の問題だけではなく、その主題の性格も表している。
独奏協奏曲では（#協奏ソナタ形式）、特に初期のもので、提示部の繰り返しが1回目と2回目で異なり（当然反復記号は使われない)、1回目はオーケストラだけで演奏され第二主題も主調で奏されるようになっているものがある（2回目は独奏楽器が入り、通常の提示部となる）。
近代では第二主題に加えて、第三主題が加わる場合もある（古典派にもその例は見られる）。そして調も平行調の属調や半音下の調のように自由な調で表現されている。

### 展開部
展開部（てんかいぶ、英: Development、独: Durchführung）では、提示部で提示された主題（提示された複数の主題を扱う場合もあれば、もっぱらひとつの主題のみを展開させる場合もある）をさまざまに変形、変奏させる。激しい転調を伴う場合が多く、全曲中きわめて緊張感が高まる部分である。展開部の入り方は、反復進行（英: シークエンスsequence, 独: ゼクエンツSequenz. 音高を変えながら同じ音形を繰り返す）を行いながら転調して始まる、提示部や序奏の冒頭を用いるなどの方法が一般的である。展開の仕方の代表的な例では、まず主題をさまざまに転調し、次いでフーガ風・ポリフォニックに重ねた後、展開部の最後には属音を保続し（英: オルガンポイントorgan point, 独: オルゲルプンクトOrgelpunkt, 仏: ポワンドルグpoint d'orgue）、音響的に頂点を築いた後、再現部の冒頭で和声的な解決へと導く、というのが展開部の構成として一般的である。
モーツァルトは晩年の「戴冠式協奏曲」、「ピアノソナタ第16番」で提示部終結部（コデッタ）の主題を徹底的に展開させている。ハイドンは、交響曲の多くで展開部の途中に第一主題を一時的に主調で再現する「擬似再現部」を用いている。

### 再現部
再現部（さいげんぶ、英: recapitulation、独: Reprise）では、二つの主題が再現される。通常、第一主題、第二主題ともに主調で再現され、これによって両主題の対照が解消される（第二主題は主調が短調の場合には主調の同主調となることも多い。なお、第一主題は、主調でなくてもよい）。よって、再現部では、緊張はおおむね低い。そしてコーダに入るものもある。
この、提示部では主調以外で現れ緊張が高かった第二主題が、再現部では主調または同主調で演奏されて緊張が低くなり調性が解決されるという対比こそが、ソナタ形式の一番大切な部分であるといえる。

### 終結部
大規模なソナタにはしばしば終結部 (Coda) がつく。これはこれまでの主題を中心に、楽章を終止に持ってゆくための部分で、ベートーヴェン以降はきわめて規模の大きい、第二の展開部とも呼べる結尾が作曲されることもある。

## 習慣的な反復記号
ソナタ形式楽曲の演奏においては、主題の曲調を印象づけることが展開部や再現部をより強く聴衆に印象づけることになるため、ソナタ形式による作曲法が全盛であった18 - 19世紀には、提示部は反復記号により繰り返し演奏が行われてきた。そのため、提示部には習慣的な反復記号が付けられているものが多い。また短いソナタ形式の楽曲では、特に古いものに、展開部・再現部をまとめて習慣的な反復記号を付けているものもある。これらは二部形式の名残である。このような反復記号は、ブラームスの時代には廃止される方向にあった。
| (序奏) | 反復開始 | 提示部 | 反復終了                             | 展開部 | 再現部 |          | (コーダ) |
| (序奏) | 反復開始 | 提示部 | 反復終了と反復開始が背中合わせの記号 | 展開部 | 再現部 | 反復終了 | (コーダ) |

しかしながら、レコードなどの録音媒体が普及し始めたころになると、録音時間の制限もあり、反復が行われない録音が普通となった。またその録音媒体の普及のため反復が行われない演奏が普及すると、繰り返し演奏がかえって冗長に感じられる場合が多くなり反復が行われないことが多かった。しかし近年になって作曲者の意思を重視するという風潮から、再び反復が行われることが増えている。とりわけオリジナル楽器を用いた演奏の場合、往時の演奏の忠実な再生を意図する立場から反復が行われることが通常である。
旧来より反復されてきた作品はベートーヴェンの交響曲第5番の第1楽章, 交響曲第8番の第1楽章などがあげられる。
19世紀後半の例では、タネーエフが交響曲第4番第1楽章において、反復記号の二番括弧において新たな主題を用いている。つまり、反復する場合としない場合で、曲の進行自体が変化することになる。

## 協奏ソナタ形式
古典派の時代になると、協奏曲に合わせたソナタ形式が開発された。これを協奏ソナタ形式といい、特に第1楽章において用いられる。
まず、上記のように管弦楽により2つの主題が同じ調で提示された後、アインガング（独: Eingang）と呼ばれる導入により独奏楽器が演奏し始める。
2つの主題がソナタ楽章本来の調性で改めて提示された後、展開部、再現部を経て、カデンツァと呼ばれる独奏楽器のみの演奏部分に入る。この部分は本来、演奏家が即興演奏するものであるが、ベートーヴェンのピアノ協奏曲第5番では作り付けのカデンツァが書き込まれ、それ以降の協奏曲の規範になった。
カデンツァは通常、属和音（あるいは主和音の第二転回形）で半休止してから（トリルを伴うことが多い）、管弦楽に引き継がれて主調で曲は終結する。
なお、モーツァルトのピアノ協奏曲第9番においては、冒頭の主題提示部で短くはあるが独奏ピアノが登場する。その後、ベートーヴェンがピアノ協奏曲第4番、第5番において冒頭で独奏ピアノを活躍させた。
その後、ロマン派になると協奏曲の形式は自由になり、協奏ソナタ形式は次第に使われなくなった。だが、ブラームスは2曲のピアノ協奏曲（第1番、第2番）、ヴァイオリン協奏曲、ヴァイオリンとチェロのための二重協奏曲において自由な協奏ソナタ形式を用いた。

## ソナチネ形式
展開部、または再現部の第一主題のいずれかが省略されることがあり、ソナチネ形式と呼ぶことがある（あまり一般的な呼称ではない）。そのうち特に展開部を省略したソナタ形式は、オペラなどの序曲に多く見られるので、序曲形式（じょきょくけいしき）と呼ぶことがある（「序曲形式」が、他の形式を指すこともある）。
| 提示部   | 提示部         | 展開部 |  | 再現部       |
| -------- | -------------- | ------ |  | ------------ |
| 第一主題 | 第二主題       | 展開部 |  | 第二主題     |
| 主調     | 属調、平行調等 |        |  | 主調、同主調 |

| 提示部   | 提示部         |          | 再現部   | 再現部       |
| -------- | -------------- | -------- | -------- | ------------ |
| 第一主題 | 第二主題       | 第一主題 | 第二主題 |              |
| 主調     | 属調、平行調等 |          | 主調     | 主調、同主調 |

## ソナタ形式の注目すべき楽曲

### 提示部第二主題が上記に従っていない曲
- ベートーヴェン：ピアノソナタ第14番 「月光」第3楽章…嬰ハ短調、第2主題は属調（嬰ト短調）。
- ベートーヴェン：ピアノソナタ第17番 「テンペスト」第1・第3楽章…ニ短調、第2主題は属調（イ短調）。
- ベートーヴェン：ピアノソナタ第21番 「ワルトシュタイン」第1楽章…ハ長調、第2主題は長3度上の長調（ホ長調）。

### 偽第二主題
ベートーヴェンの作品2の3などの初期の楽曲では第二主題と見せかけて調性や展開の上で第二主題となっていない物が多い。反対にエロイカ交響曲の第一楽章では経過部に見せかけて第二主題を出す、「偽経過部」も見られる。またコーダの前に第二展開部を要する「偽終結部」楽曲もある。これらはすべて決まりきった形式に対する「はぐらかし作法」といえる。いつもの退屈さを緩和する為に用いた物とされ、後のケージなどの「ハプニング」作曲法などを想起させる。

### 再現部をすべて欠くソナタ形式
- モーツァルト：ヴァイオリンソナタト長調 K379……第1楽章49小節目で展開部が終わりそのまま第2楽章へ切れ目なく続く。
- ベートーヴェン：レオノーレ序曲第2番

### 再現部第一主題を欠くソナタ形式
この場合は展開部で第一主題を主に徹底的に再現部の分まで展開しているか、ブラームスの第1交響曲の終楽章のように展開部を省いた形で「展開同時に再現部」とする形が多い。
- ドヴォルザーク：チェロ協奏曲第1楽章
- パガニーニ：ヴァイオリン協奏曲第1番第1楽章
- パガニーニ：ヴァイオリン協奏曲第4番第1楽章
- ショパン：ピアノソナタ第2番第1楽章
- ショパン：ピアノソナタ第3番第1楽章

### 序曲形式
- シューベルト：「ロザムンデ」序曲
- チャイコフスキー：組曲「くるみ割り人形」より「小序曲」
- ベートーヴェン：ピアノソナタ第17番「テンペスト」第2楽章

### 提示部が属調ではなく主調で終わるソナタ形式
- ショパン：ピアノソナタ第1番第1楽章[注 10]
- ショパン：ピアノ協奏曲第1番第1楽章[注 11]